# Antonio Squarcialupi
Antonio Squarcialupi conegut com a Antonio degli Organi (Florència, 27 de març de 1416 - 6 de juliol de 1480) fou un organista, el més famós d'Itàlia en el seu temps. Fou propietari d'un còdex musical (conegut encara avui dia com el Còdex Squarcialupi) on s'hi recullen composicions d'artistes italians del segle xiv, especialment de Francesco Landini i d'altres músics com Bartolino da Pàdua, Niccolò da Perugia, Andrea da Firenze o Jacopo da Bologna.
Fou organista de l'església de Santa Maria del Fiore, de la seva vila nadiua, i és considerat com un dels músics i executants més notables del seu temps.